# Улица Маяковского (Минск)
Улица Маяковского (бел. Вуліца Маякоўскага) — улица в Ленинском районе Минска, связывающая центр города с южной частью (микрорайон Лошица, район камвольного комбината). Названа в честь поэта Владимира Маяковского.

## Описание
Длина — около 4100 метров. Является продолжением улицы Свердлова (от пересечения с улицей Аранской), за мостом через реку Лошицу продолжается Игуменским трактом. Менее чем в километре западнее улицы проходит железнодорожная линия Осиповичского направления.
Улица расположена на месте старого торгового тракта. В XVI—XVII носила название Лошицкой дороги, позднее была известна как Игуменский тракт, с 1923 года — Червенский тракт. Проходила через историческое предместье Серебрянка (современный одноимённый микрорайон располагается юго-восточнее). Позднее была переименована в честь Владимира Маяковского, неоднократно бывавшего в Минске.
Застройка улицы преимущественно многоэтажная. В начале XX века на улице располагались крахмально-паточный завод «Сокол» Я. И. Любанского (начал работу в 1900 году) и его же дрожже-винокуренный завод (основан в 1903 году), завод по очистке (ректификации) спирта. С 1950-х происходит застройка посёлка при камвольном комбинате, в 1967 году начато строительство микрорайона Маяковского-1 (архитекторы В. Мартьянов, С. Ботковский, В. Минькин и др.), в 2000-е годы активно застраиваются северный и центральный участки улицы, где сохранился частный сектор. В юго-восточной части улицы располагается Лошицкий парк.
В начале 2010-х годов велась реконструкция, улицу предлагалось сделать восьмиполосной на всём протяжении. Позднее будет построен путепровод в начале улицы. Транспортная развязка на пересечении с улицей Денисовской была окончательно открыта в декабре 2011 года.

## Транспорт
Транспорт представлен автобусами, следующими из Лошицы, Чижовки и Гатово, троллейбусами и железнодорожной станцией Минск-Южный.